# Liste der Kulturdenkmale in Lenningen (Luxemburg)
In der Liste der Kulturdenkmale in Lenningen sind alle Kulturdenkmale der luxemburgischen Gemeinde Lenningen aufgeführt (Stand: 28. September 2022).

## Kulturdenkmale nach Ortsteil

### Canach
| Bild      | Bezeichnung | Lage                        | Beschreibung | Stufe | Eingetragen seit  |
| --------- | ----------- | --------------------------- | ------------ | ----- | ----------------- |
| Bauernhof | Bauernhof   | 8, rue de Gostingen (Karte) |              | IS    | 3. September 2012 |

### Lenningen
| Bild               | Bezeichnung                    | Lage                      | Beschreibung | Stufe | Eingetragen seit |
| ------------------ | ------------------------------ | ------------------------- | ------------ | ----- | ---------------- |
| Weitere Bilder     | Kirche St-Pierre mit Grabmalen | rue de l’Église (Karte)   |              | PCN   | 26. Juli 1997    |
| Wohnhaus mit Platz | Wohnhaus mit Platz             | 4, rue de Canach (Karte)  |              | IS    | 5. April 1992    |
| Gebäude            | Gebäude                        | 4, rue du Village (Karte) |              | IS    | 26. Februar 2010 |

Legende: PCN – Immeubles et objets bénéficiant des effets de classement comme patrimoine culturel national; IS – Immeubles et objets inscrits à l’inventaire supplémentaire

## Quelle
- Liste des immeubles et objets beneficiant d’une protection nationales, Nationales Institut für das gebaute Erbe, Fassung vom 12. September 2022, S. 69 (PDF)

- Karte mit allen Koordinaten:
- OSM |
- WikiMap